# Toivo Särkkä
Toivo Hjalmar Silén, connu comme Toivo Jalmari Särkkä ou plus simplement Toivo Särkkä (né le 20 novembre 1890 à Mikkeli, en Savonie du Sud, alors dans l'Empire russe - mort le 9 février 1975  à Helsinki en Finlande) est un réalisateur et producteur de cinéma finlandais.

## Biographie
Avant sa carrière de cinéaste, Särkkä a travaillé comme directeur de banque et président de Kotimainen Työ, une organisation promouvant le travail et la production finlandaise. Après la mort d'Erkki Karu, il devient le nouveau PDG de Suomen Filmiteollisuus. Il réalise 49 films et en produit 233.
Il a été le CEO de la compagnie Suomen Filmiteollisuus
En 1965, alors que l'industrie du film finlandais était en difficulté à cause de la télévision, Särkkä décida la cessation de paiements de la compagnie. Les films dirigés par Särkkä sont, par exemple, Suomisen perhe, Helmikuun manifesti, Kulkurin valssi et Vaivaisukon morsian.
Särkkä épousa la russo-lituanienne Margariitta Beljavsky en 1914. Ils eurent une fille.

## Filmographie partielle
- 1951 : Radio tekee murron
- 1951 : Kvinnan bakom allt
- 1955 : Soldat inconnu (Tuntematon sotilas)
- 1957 : 1918
- 1957 : Miriam
- 1958 : Sven Tuuva le Héros
- 1960 : Skandaali tyttökoulussa
- 1960 : Komisario Palmun erehdys
- 1960 : Kaks' tavallista Lahtista
- 1961 : The Scarlet Dove

## Crédit d'auteurs
- (en) Cet article est partiellement ou en totalité issu de l’article de Wikipédia en anglais intitulé « Toivo Särkkä » (voir la liste des auteurs).